# ليخ وتشيك وروس

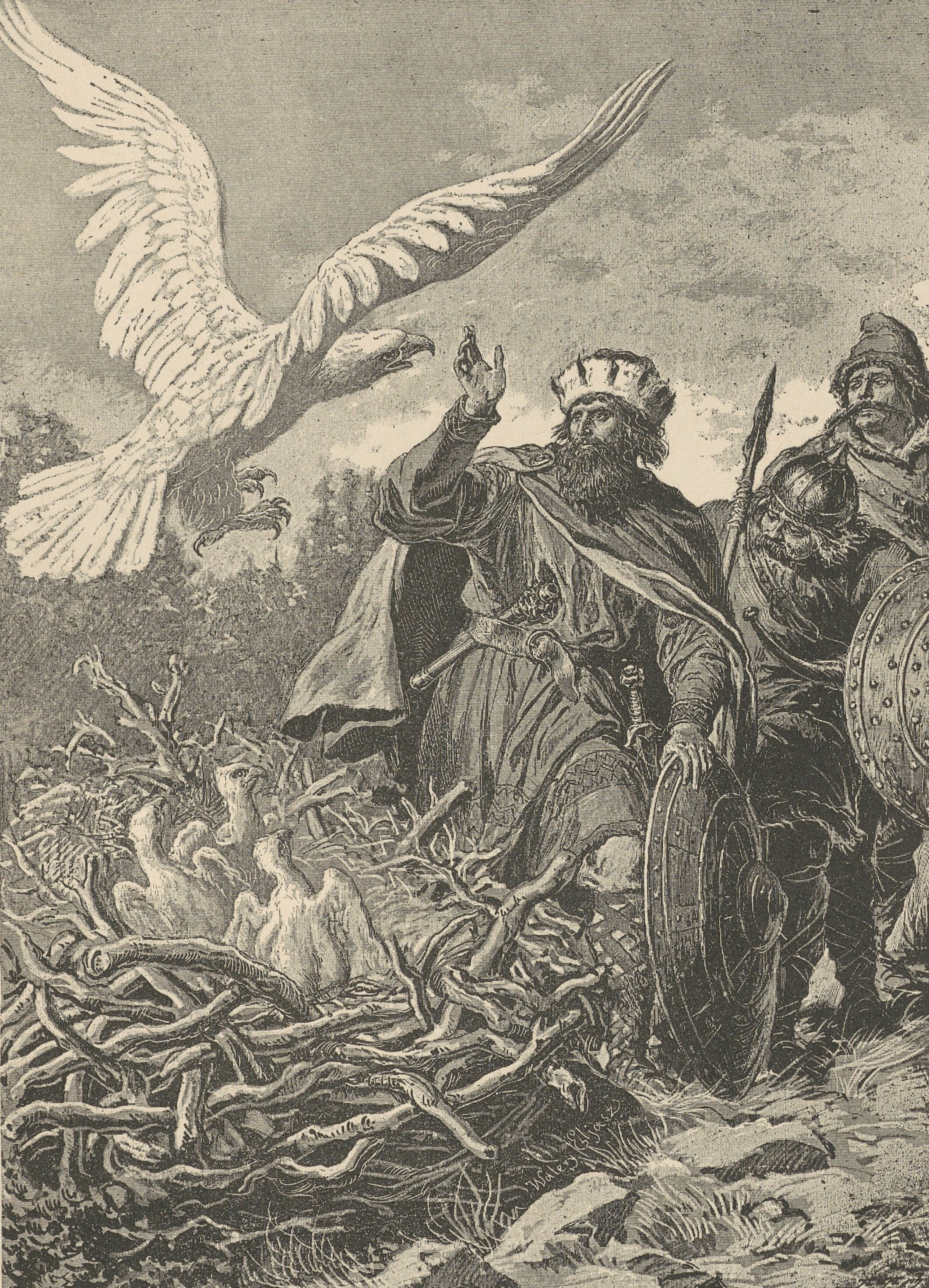
لوحة تمثل ليخ وتشيك وروس للرسام فاليري إلياز رادزيكوفسكي

ليخ وتشيك وروس هم ثلاث شخصيات أخوة أسطورية يعتقد أنهم أجداد الشعوب السلافية، حيث أعتقد أن ليخ هو والد البولنديين وتشيك هو والد التشيكيين والسلاف في وسط أوروبا وروس هو والد الروس والأوكرانيين والسلاف الشرقيين، ذكروا أول مرة في مخطوطة فيلكوبوسكا في القرن ال14 في بولندا، الأسطورة تقول أنهم كانوا صيادين ورحالة، ومن خلال رحلاتهم استقر ليخ في الشمال وتشيك في الغرب وروس في الشرق.